# Bolesław Frej

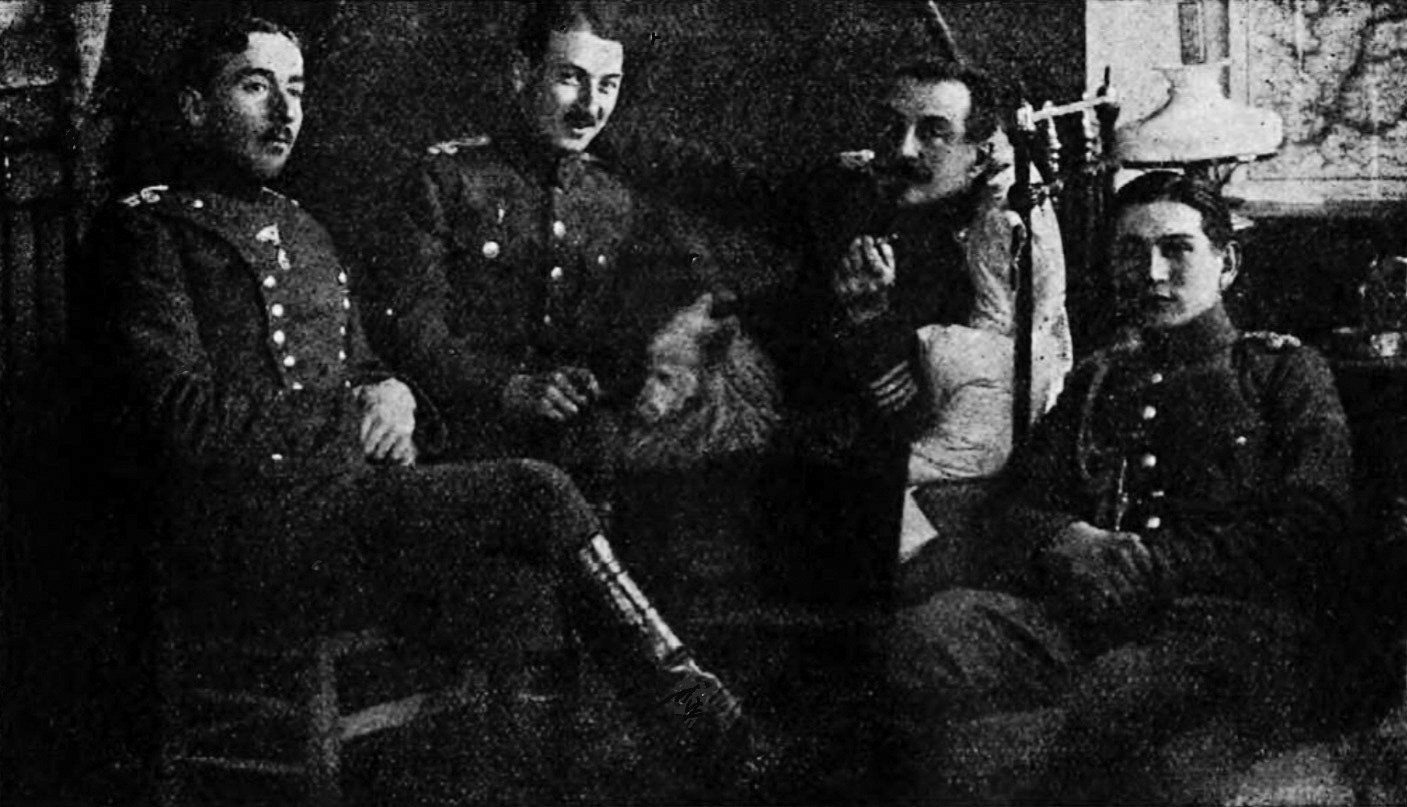
Oficerowie Dywizji Litewsko-Białoruskiej w Wołkowysku, z płk Bolesławem Frejem pośrodku; 1919

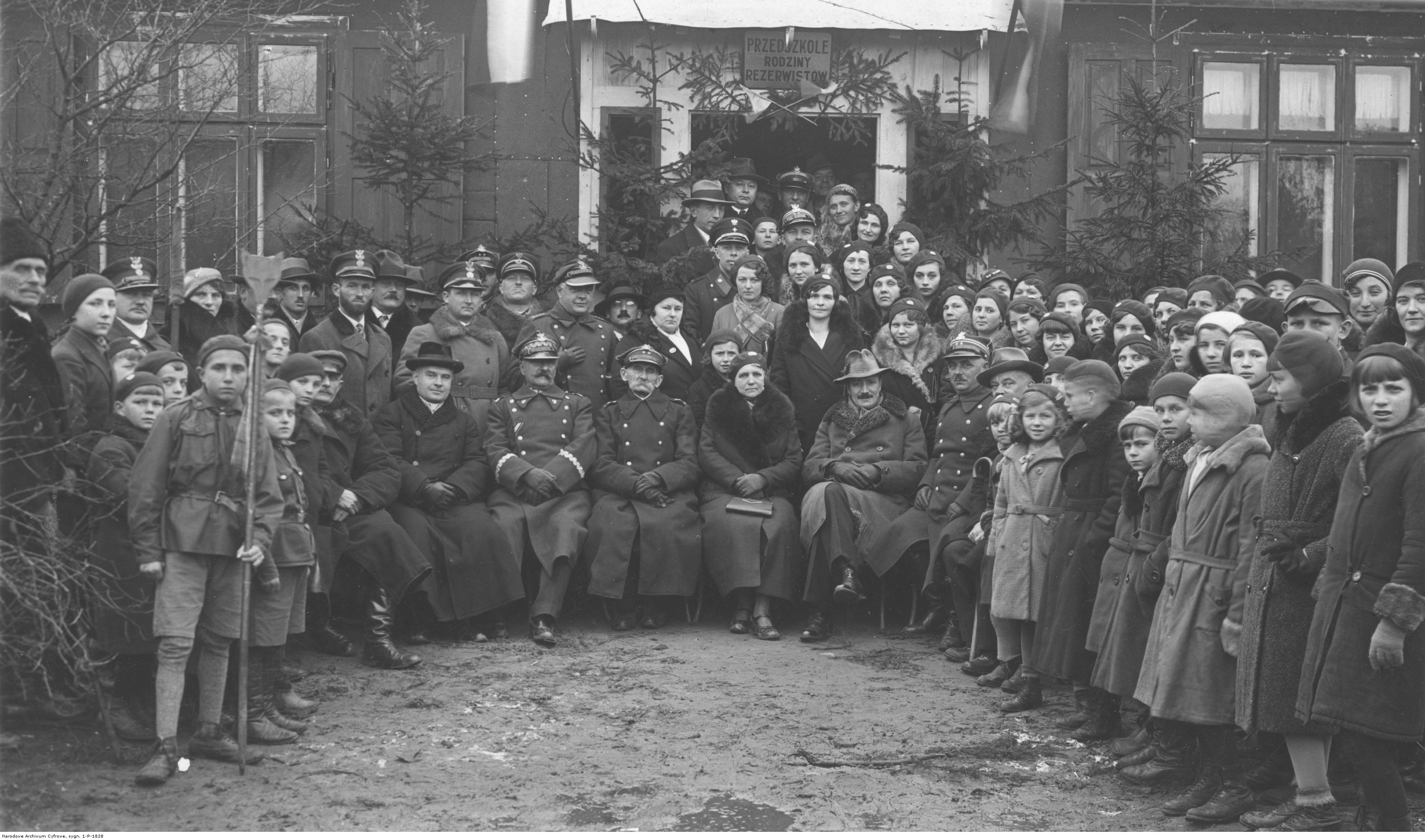
Poświęcenie świetlicy i przedszkola Związku Rezerwistów RP w osadzie Irena k. Dęblina. W pierwszym rzędzie widoczni gen. Bolesław Frej i d-ca 15 pp ppłk Władysław Wojakowski; 1933

Bolesław Frej (ur. 11 sierpnia?/23 sierpnia 1873 w Klimonowiczach k. Mohylewa, zm. 29 czerwca 1950 w kolonii Karasiówka, w gm. Ryki, pow. garwoliński) – generał brygady Wojska Polskiego, kawaler Orderu Virtuti Militari.

## Życiorys
Kształcił się w szkołach wojskowych. Ukończył Szkołę Junkrów w Kijowie. W 1894 podporucznik i oficer zawodowy armii rosyjskiej. Walczył w wojnie rosyjsko-japońskiej 1904–1905.
W I wojnie światowej na froncie niemieckim. W latach 1915–1918 w polskich formacjach przy armii rosyjskiej. Grudzień 1915 – maj 1918 dowódca batalionu: w Legionie Puławskim, w Brygadzie Strzelców Polskich, potem dowódca 3 pułku strzelców polskich. Ranny w walkach z Niemcami.
16 grudnia 1918 przyjęty został do Wojska Polskiego i mianowany dowódcą I Brygady Dywizji Litewsko-Białoruskiej, potem w 2 Dywizji Litewsko Białoruskiej na froncie wojny polsko-bolszewickiej, dowódca Okręgów Etapowych „Płoskirów” i „Tarnopol”. 22 maja 1920 zatwierdzony został z dniem 1 kwietnia 1920 w stopniu pułkownika. 3 maja 1922 zweryfikowany w tym samym stopniu ze starszeństwem z dniem 1 czerwca 1919 i 2. lokatą w korpusie oficerów piechoty. Styczeń 1921 – kwiecień 1927 komendant Obszaru Warownego Dęblin.
1 grudnia 1924 Prezydent RP Stanisław Wojciechowski na wniosek Ministra Spraw Wojskowych, gen. dyw. Władysława Sikorskiego awansował go na generała brygady ze starszeństwem z dniem 15 sierpnia 1924 i 1. lokatą w korpusie generałów.
Od 30 kwietnia 1927 w stanie spoczynku. Osiadł w Rykach pow. Garwolin, potem we wsi Karasiówka. W 1944 stracił nogę na skutek działań wojennych.

## Ordery i odznaczenia
- Krzyż Srebrny Orderu Wojskowego Virtuti Militari nr 6683 (10 maja 1922)[5][6]
- Krzyż Walecznych (1921)[7]